# Municipalité de Ixhuatlán del Sureste
La municipalité de Ixhuatlán del Sureste est une des 212 municipalités de l'État de Veracruz, et est située à l'extrémité sud-est de cet État, sur le golfe du Mexique. Son chef-lieu est la ville éponyme de Ixhuatlán del Sureste. Localisée dans la vallée du fleuve Coatzacoalcos, en rive droite, est située à proximité de la frontière avec l'État de Tabasco à l'est. Elle appartient géographiquement à l'isthme de Tehuantepec, chemin le plus court au Mexique pour rallier par terre l'Océan Atlantique à l'Océan Pacifique. Elle fait également partie de la Région Olmeca, qui est l'une des subdivisions administratives de l'État de Veracruz.

## Toponymie
Le nom d'Ixhuatlán provient de la langue nahuatl, où "Ishua-tlan" désigne un "lieu aux feuilles de maïs vertes".

## Géographie
La municipalité de Ixhuatlán del Sureste s'étend du nord au sud sur la rive orientale du Río Coatzacoalcos sur une superficie de 156,8 km2 et comptait en 2017 une population de 16 070 habitants, pour une densité de 95 habitants par km2. Son chef-lieu est la ville éponyme de Ixhuatlán del Sureste. Elle est limitrophe au nord des municipalités de Coatzacoalcos et de Nanchital de Lázaro Cárdenas del Río, au nord-ouest de celle de Cosoleacaque, à l'ouest de celle de Minatitlán et au sud-est de celle de Moloacán.
Elle est établie au sein d'une vaste plaine côtière, drainée par le Río Coatzacoalcos et ses affluents, et délimitée bien plus au sud par les massifs montagneux de la sierra Madre de Oaxaca et de la sierra Madre de Chiapas. Le fleuve Coatzacoalcos qui la jouxte constitue la porte d'entrée nord de l'isthme de Tehuantepec.

## Composition et démographie
La municipalité est composée en 2010 de 57 localités, dont une seule est considérée comme urbaine, les autres étant rurales.
| Localité              | Population |
| --------------------- | ---------- |
| Ixhuatlán del Sureste | 10 149     |
| El Chapo              | 805        |
| El Túnel              | 767        |
| Las Águilas           | 543        |
| Coyolar               | 394        |
| Reste des localités   | 2245       |
| Total population      | 14 903     |

En plus de l'espagnol, plusieurs langues amérindiennes sont parlées dans la municipalité, dont les principales sont par ordre d'importance : le nahuatl, le zapotèque et le totonaque.

## Histoire
Un premier noyau urbain, localisé sur une colline, et nommé San Cristóbal Ixhuatlán est attesté en 1831. La municipalité prend en 1938 le nom de Chapopotla, puis en 1959 celui de Ixhuatlán del Sureste. En 1967, le siège de la municipalité est déplacé à Nanchital. En 1984, Nanchital et son territoire sont élevés au rang de municipalité, avec pour nom Nanchital de Lázaro Cárdenas del Río, dont le territoire est détaché de la municipalité de Ixhuatlán del Sureste. Ixhuatlán del Sureste redevient alors chef-lieu d'une municipalité réduite en territoire.

## Économie

### Agriculture et élevage
La superficie des parcelles semées représentait en 2013 un total de 1666 hectares, parmi lesquels 1250 hectares étaient voués à la culture du maïs, 320 hectares à la culture de l'orange, et 65 à celle du haricot.
En 2013, la production de viande par tonnes comprenait 871 tonnes de viande bovine, 147,8 tonnes de viande porcine, 35,9 tonnes de viande ovine, 11,1 tonnes de volaille et 19,6 tonnes de dinde. La superficie vouée à l'élevage représentait alors 4227 hectares.